# Andrena vaga
Espèce
Statut de conservation UICN

 LC  : Préoccupation mineure
Andrena vaga est une espèce d'abeilles de la famille des Andrenidae. Elle est présente en Europe et en Asie.

## Répartition et habitat
Cette espèce vit généralement dans des biotopes humides, notamment sur le bord des rivières et dans les prairies.

## Comportement
Cette abeille est solitaire, la femelle vit dans un nid qu'elle creuse dans le sol. Lorsqu'elle sort de son nid, elle couvre généralement l'entrée avec du sable. Ce comportement, courant chez les andrènes, permet probablement de protéger les œufs contre les parasites et les prédateurs. Il pourrait également servir à maintenir une température constante à l'intérieur du nid. L'entrée n'est pas recouverte les jours où la température est très élevée.
La femelle peut éventuellement creuser une « fausse entrée » non loin de son nid, permettant probablement d'orienter les parasites et les prédateurs sur une mauvaise piste. Cette technique se révèle être particulièrement efficace sur Nomada lathburiana. Il arrive que la femelle se prenne à son propre piège et commence à creuser à l'emplacement de la mauvaise entrée, avant de retrouver la bonne.

## Alimentation

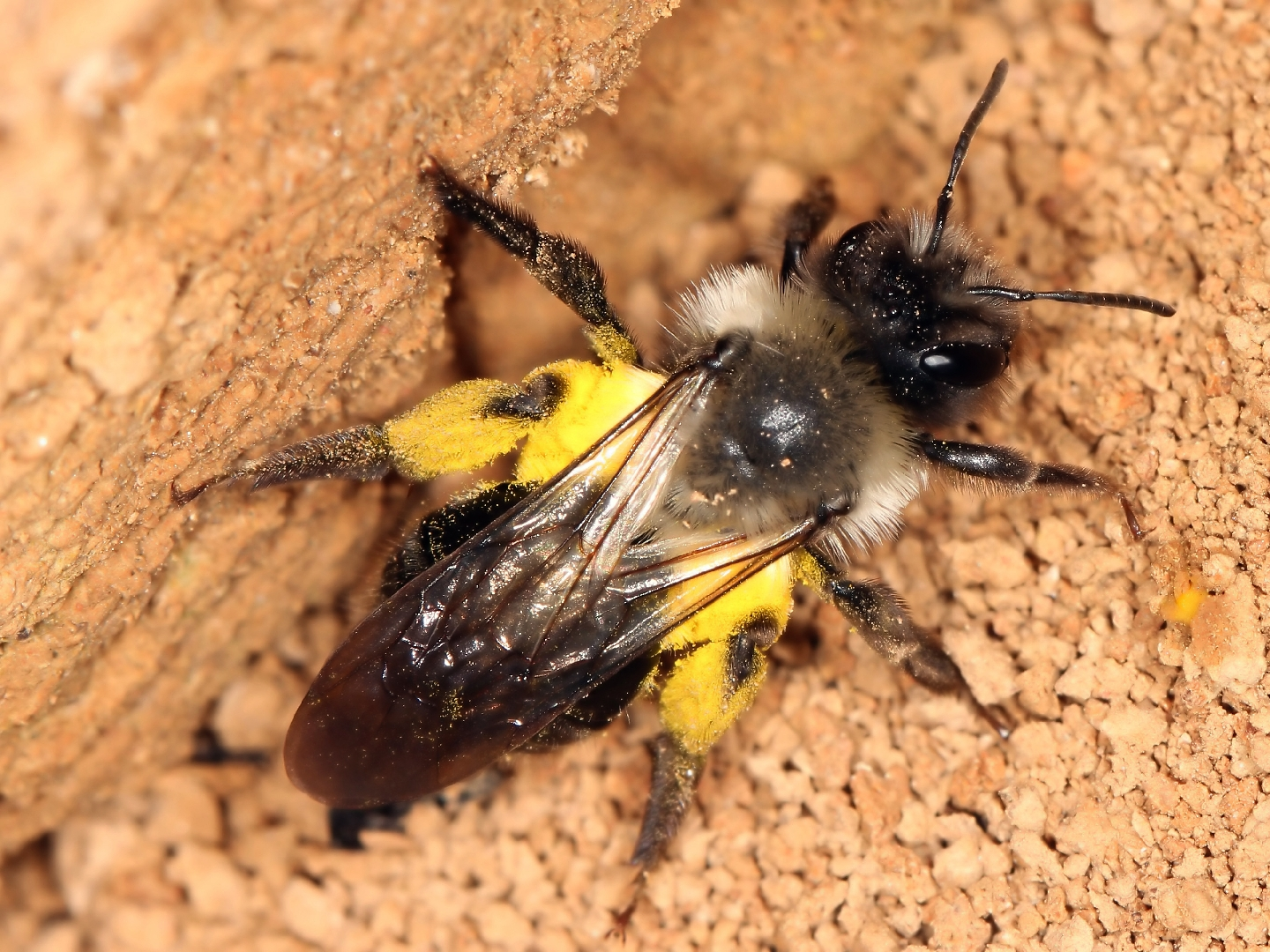
Individu ayant récolté du pollen

Cette espèce est considérée comme oligolectique, elle butine principalement les saules (saule pourpre, Saule blanc, Saule marsault, Saule à oreillettes, S. pentandra, S. nigricans).
Elle a cependant été observée sur d'autres plantes, notamment des Apiaceae (berce de Sibérie), Asteraceae (Taraxacum officinale), Caryophyllaceae (œillet des chartreux, silène à petites feuilles), Poaceae (Koeleria glauca), Ranunculaceae et Rosaceae (Prunus, Crataegus, Malus, Spiraea).

## Parasites
Andrena vaga est l'hôte de l'abeille cléptoparasite Nomada lathburiana et des coléoptères Meloe decorus, Meloe proscarabaeus et Meloe violacea.